# Kanton Bédarrides
Kanton Bédarrides is een voormalig kanton van het Franse departement Vaucluse. Kanton Bédarrides maakte deel uit van het arrondissement Avignon en telde 36 686 inwoners (1999). Het werd opgeheven bij decreet van 25 februari 2014, met uitwerking op 22 maart 2015.

## Gemeenten
Het kanton Bédarrides omvatte de volgende gemeenten:
- Bédarrides : 5 110 inwoners (hoofdplaats)
- Courthézon : 5 364 inwoners
- Sorgues : 17 539 inwoners
- Vedène : 8 673 inwoners